# Meliva
Meliva är ett privat sjukvårdsföretag som bedriver primärvård, barnhälsovård och företagshälsovård på svenska vårdcentraler och specialistkliniker.
Företaget bildades 2021 och är en del av finska vårdgruppen Mehiläinen.